# Аката
Аката (узб. Oqota/Oqil Ota) — археологический памятник V-VI—XI, частично XV вв. Городище, представляющее собой поселение с цитаделью. 
Входит в список «Объектов материального культурного наследия Узбекистана республиканского значения».

## Расположение
Находится на северо-восточной окраине Ташкента, в Юнусабадском районе, около 17-й городской больницы.

## Характеристика
Руины памятника имеют довольно значительные размеры. Площадь городища представляет собой прямоугольник размерами 600 на 300 метров, полные размеры агломерации определить не удалось. По предположению М. Э. Воронца общая площадь поселения составляла около 18 га, по данным Ташкентского археологического отряда значительно больше. Ядром городища являлась цитадель, построенная в раннем средневековье, высотой около 5—6 метров. 
В X—XI вв по данным Ташкентского археологического отряда цитадель была заброшена и использовалась как кладбище, чему противоречат находки керамических изделий X—XII вв, обнаруженных на территории городища. Поселение было заново обжито в XV веке.

## История открытия и изучения
Памятник известен с 1920-х годов, однако впервые был обследован только в 1940 году М. Э. Воронцом. В 1960 году на территории городища был обнаружен клад медных монет эпохи Тимуридов в количестве 1040 штук, отправленный в Музей истории народов Узбекистана. Небольшое обследование с закладкой стратиграфического шурфа производилось в 1968—1969 годах Ташкентским археологическим отрядом.